# Thảm sát Changjiao

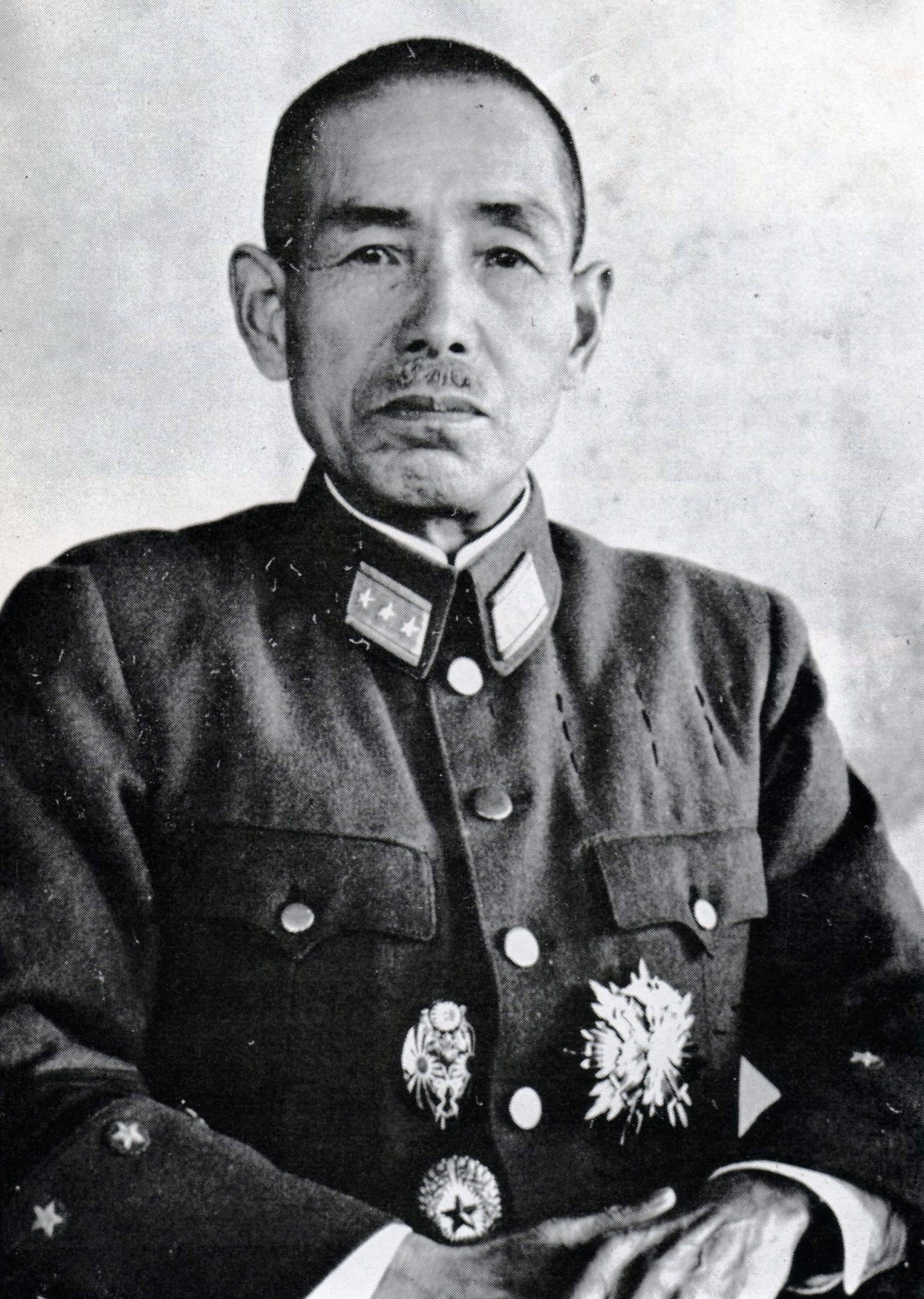
Đại tướng Hata Shunroku, là người chỉ huy cuộc thảm sát Changjiao

Thảm sát Xưởng Diếu (tiếng Trung: 厂窖惨案) là một cuộc thảm sát thường dân Trung Quốc do đạo quân Viễn chinh Trung Quốc của Nhật Bản thực hiện ở Xưởng Diếu, Hồ Nam. Đại tướng Hata Shunroku là chỉ huy của các lực lượng Nhật Bản. Trong vòng 4 ngày, từ ngày đến ngày 12 tháng 5 năm 1943 có hơn 30,000 thường dân bị giết hại.